# 7 mars 1908
Le samedi 7 mars 1908 est le 67e jour de l'année 1908.

## Naissances
- Clif Reed (mort le 19 octobre 1979), écrivain néo-zélandais
- Q56011 (morte le 26 septembre 1973), actrice italienne
- Aram (mort le 16 octobre 1998), peintre
- Benjamin Shreve (mort le 16 juillet 1985), herpétologiste américain
- Carles Bestit (mort le 12 juillet 1972), footballeur espagnol
- Inge Viermetz (morte le 23 avril 1997), responsable de l'association Lebensborn sous le Troisième Reich
- Inkeri Lehtinen (morte le 1er mars 1997), journaliste finlandaise
- Jack Eastwood (mort le 22 mars 1995), patineur artistique canadien
- Jean Baillet (mort le 27 août 1941), résistant français, fusillé
- Nat Gonella (mort le 6 août 1998), musicien britannique
- Omer Jodogne (mort le 21 juin 1996), philologue belge
- Oskar Kuhn (mort le 1er mai 1990), paléontologue allemand
- Salam Salamzade (mort le 12 mai 1997), peintre azerbaïdjanais

## Décès
- Alfred William Howitt (né le 17 avril 1830), anthroplogue et naturaliste australien
- Manuel Curros Enríquez (né le 15 septembre 1851), écrivain espagnol

## Autres événements
- Lancement du SMS Nassau
- L'Église Saintes-Puelles de Mas-Saintes-Puelles est classée aux monuments historiques
- L'Église Saint-Pierre de Chécy est classée aux monuments historiques
- Fondation de l'Université de la Colombie-Britannique